# Apioni
Gli Apioni furono un'importante famiglia di possidenti terrieri egiziani di Ossirinco che, tra la fine del IV e gli inizi del VI secolo, fornirono importanti personaggi politici all'Impero romano d'Oriente, e la cui caduta coincise con la conquista araba. La storia degli Apioni è nota grazie al ritrovamento di papiri che li riguardano, noti oggi come Apion papyri.
È noto che effettuavano pagamenti a impiegati della fazione degli Azzurri, anche se in un caso è attestato un pagamento ai Verdi.

## Famiglia
Gli Apioni adottarono la pratica della "papponimia", in base alla quale il figlio prendeva il nome del nonno.
Flavio Strategio I
Fu curialis di Ossirinco, comes sacri consistorii, curator delle proprietà dell'imperatrice Elia Eudocia a Ossirinco. Va forse identificato col corrispondente di Isidoro di Pelusio, che si congratula con lui per la nomina a dux di Augustamnica.
Apione I
Figlio del precedente, ricordato come ex-console, probabilmente onorario, nel 497. Aveva terre ad Eracleopoli.
Strategio II
Figlio del precedente, ricordato come comes domesticorum nel 497.
Flavio Apione (III)
Figlio del precedente, prefetto del pretorio titolare nel 503 ed effettivo nel 518. Abbandonò le posizioni miafisite della famiglia e passò ai calcedoniani.
Strategio III
Console onorario, magister militum e patricius. Diresse le negoziazioni con i Persiani negli anni 531 e 532. Nel 535 era comes sacrarum largitionum. Morì verso l'inizio degli anni 540.
Eracliano
Figlio di Apione III, fu costretto a prendere i voti assieme al padre.
Apione III
Console e comes domesticorum nel 539, era patricius alla fine degli anni 540 e dux Thebaides intorno al 550. Nel 556 era magister utriusque militiae e pagarca di Arsinoe. Fu la figura principale del Senato di Costantinopoli; i servi della sua residenza costantinopolitana in una occasione insultarono i Verdi. Ebbe una moglie identificata con la figlia di Preiecta, nipote di Giustino II.
Strategio IV
Figlio del precedente, fu patricius prima del 577. Premorì al padre.
Preiecta
Figlia di Apione III
Apione IV
Figlio di Strategio IV, fu console onorario nel 587/588, ma morì prima del 590. Fu anche patricius e pagarca di Ossirinco
Giorgio
Figlio di Strategio IV.